# پلاتفرم دموکراتیک ایران
پلاتفرم دموکراتیک ایران یا پلاتفرم دموکراتیک جنبش‌ها و خلق‌های ایران یک پلاتفرم سیاسی است که توسط جمعی از فعالان سیاسی و مدنی ایران تشکیل شده‌است. این پلاتفرم خود را یک نهاد سیاسی-مدنی دموکراتیک و سکولار معرفی می‌کند که «برای استقرار جامعه‌ای آزاد و عاری از تبعیض و نابرابری در تمامی عرصه‌های طبقاتی، ملی و جنسیتی» فعالیت می‌کند. هدف این پلاتفرم ایجاد همگرایی میان نیروها و فعالان سیاسی ایران از همۀ تنوعات هویتی و ارائۀ راهکار دموکراتیک برای مسائل ایران است. پلاتفرم دموکراتیک ایران در ۲۱ دی ۱۳۹۶ تأسیس شده‌است. حزب حیات آزاد کردستان از گروه‌های سیاسی همکارِ پلاتفرم دموکراتیک جنبش‌ها و خلق‌های ایران است.

## تاریخچه
در ۱۱ ژانویۀ ۲۰۱۸ (۲۱ دی ۱۳۹۶) کنفرانسی تحت عنوان «کنفرانس بین‌المللی چشم‌انداز راه حل دموکراتیک برای بحران خاورمیانه و ایران» به ابتکار گروهی از فعالان سیاسی و اجتماعی اهل ایران در شهر بروکسل بلژیک با موضوع مسائل ایران و راه‌کار دموکراتیک برای آن برگزار شد. برگزارکنندگان این کنفرانس که در محل پارلمان اروپا برگزار شد، جمعی تحت نام «پلاتفرم جنبش دموکراتیک خلق‌های ایران» و فراکسیون نمایندگان چپ در پارلمان اروپا بودند که این کنفرانس را با همکاری کمیسیون مدنی ترکیه در اتحادیۀ اروپا (EUTCC) و انستیتو کُرد بروکسل برنامه‌ریزی کردند. مارتینا میشل نمایندۀ حزب چپ در پارلمان آلمان و نیز کنت تیمرمن مدیر اجرایی بنیاد دموکراسی در ایران در افتتاحیۀ این کنفرانس سخنرانی کردند. مونا سیلاوی فعال سیاسی عرب، عباس ولی استاد علوم سیاسی، فرهاد بشارت فعال سیاسی آذربایجان، ناصر بلیده‌ای سخنگوی حزب مردم بلوچستان، جلال سبزواری استاد زبان و ادبیات فارسی، نورعلی مرادی فعال سیاسی لُر، سیامند معینی ریاست مشترک حزب حیات آزاد کردستان، بهرام رحمانی نویسنده و فعال سیاسی، ژاله احمدی فعال سیاسی و حقوق زنان و حسن مکارمی پژوهشگر و روانکاو نیز از جمله سخنرانان این کنفرانس بودند. اگرچه این کنفرانس در روزهای اعتراضات دی ۱۳۹۶ ایران برگزار شد، اما مقدمات آن از قبل توسط سازمان‌دهندگان کنفرانس ازجمله بهرام رحمانی و ابراهیم باقی برنامه‌ریزی شده‌بود. بیش از ۱۲۰ نفر در این کنفرانس شرکت داشتند. در پایان این کنفرانس قطعنامه‌ای منتشر و تأسیس پلاتفرمی با عنوان پلاتفرم دموکراتیک جنبش‌ها و خلق‌های ایران اعلام شد. همچنین اعلام شد که محتوای سخنان سخنرانان نظرات خود آن‌ها و قطعنامۀ صادرشده نظر رسمی کنفرانس پلاتفرم دمکراتیک جنبش‌ها و خلق‌های ایران است. علاوه بر قطعنامه متنی نیز تحت عنوان «رئوس راهکارهای پلاتفرم دموکراتیک جنبش‌ها و خلق‌های ایران» منتشر شد که از یک مقدمه، ۱۷ اصل برای فعالیت کمون‌های خودگردان در سیستم کنفدرالیسم دموکراتیک و ۶ مطالبۀ ضروری تشکیل شده‌بود. با توجه به فرصت اندک حاضرین برای ارائۀ دیدگاه‌های خود پس از پایان کنفرانس نیز نشستی در محل انستیتو کُرد بروکسل برای جمع‌بندی بیشتر مباحثات برگزار شد که برخی از حاضرین در کنفرانس در آن نشست نیز شرکت کردند.
ژاله احمدی اندکی بعد با انتشار یادداشت و مصاحبه با رادیو همبستگی به انتقاد از کنفرانس پرداخت. بهرام رحمانی در شمارۀ بیستم نشریۀ کمون در آذر ۱۳۹۷ جدا شدن خود از پلاتفرم را اعلام کرد. همچنین اقبال نظرگاهی در ۲ اردیبهشت ۱۳۹۷ به پلاتفرم دموکراتیک ایران پیوست.

## اهداف و اصول فکری
پلاتفرم دموکراتیک جنبش‌ها و خلق‌های ایران از برقراری دموکراسی مستقیم در ایران حمایت می‌کند و نیروهای عضو و همکار این پلاتفرم راهکار کنفدرالیسم دموکراتیک و نظام دموکراتیک شورایی را برای حل مسائل سیاسی، اجتماعی، اقتصادی و فرهنگی ایران مناسب می‌دانند. علاوه بر این نیروهای عضو و همکار پلاتفرم خود را «خط سوم»‌ نامیده و در مقابله با جنگ‌طلبان و طرفداران دخالت خارجی و تحریم و نیز اصلاح‌طلبان خواستار تداوم حکومت جمهوری اسلامی خواهان همبستگی جنبش‌های اجتماعی و نیروهای سیاسی انقلابی حول انقلاب برای گذار به کنفدرالیسم دموکراتیک، سوسیالیسم دموکراتیک، برابری جنسیتی و تشکیل شوراهای مردمی بر اساس دموکراسی مستقیم هستند.

## رسانه
پلاتفرم دموکراتیک جنبش‌ها و خلق‌های ایران در ابتدای فعالیت خود دوهفته‌نامه‌ای به نام کمون را به عنوان نشریۀ خود منتشر می‌کرد که سردبیر آن بهرام رحمانی بود. نخستین شمارۀ کمون در بهمن ۱۳۹۶ منتشر شد و انتشار آن تا شمارۀ بیستم در ۹ آذر ۱۳۹۷ ادامه پیدا کرد و متوقف شد.
همچنین پایگاه اینترنتی خبری-تحلیلی، کانال تلگرامی و رادیوی اینترنتی خیابان نیز تا مدتی رسانۀ پلاتفرم دموکراتیک جنبش‌ها و خلق‌های ایران به شمار می‌آمد. رادیو خیابان از اردیبهشت ۱۳۹۷ تا خرداد ۱۳۹۸ به فعالیت خود ادامه داد و سپس با جدا شدن وحید محمدی از پلاتفرم دموکراتیک جنبش‌ها و خلق‌های ایران دست از کار کشید. رادیو خیابان مجلۀ دیگری را با نام دانشنامۀ پُل منتشر می‌کرد که شمارۀ صفر و آزمایشی آن در ۲۴ خرداد ۱۳۹۷ منتشر شد و پس از انتشار دو شماره دیگر انتشار نیافت.

## مواضع
- در اردیبهشت ۱۳۹۷ پلاتفرم دموکراتیک جنبش‌ها و خلق‌های ایران با انتشار اطلاعیه‌ای از اعتصاب مردم بانه که در اعتراض به قتل کولبران کُرد انجام شده‌بود اعلام حمایت کرد.[۱۵]
- در ۱۱ خرداد ۱۳۹۷ پلاتفرم دمکراتیک جنبش‌ها و خلق‌های ایران جلسۀ پرسش و پاسخی را دربارۀ چگونگی تشکیل این پلاتفرم در استکهلم سوئد برگزار کرد.[۱۶]
- در خرداد ۱۳۹۷ پلاتفرم دمکراتیک جنبش‌ها و خلق‌های ایران با صدور بیانیه‌ای ضمن محکومیت سانسور و اختناق حکومت ایران جلوگیری از برگزاری مراسم پنجاه سالگی کانون نویسندگان ایران را محکوم کرد.[۱۷]
- در خرداد ۱۳۹۷ پلاتفرم دموکراتیک جنبش‌ها و خلق‌های ایران با انتشار بیانیه‌ای از حزب دموکراتیک خلق‌ها و نامزد زندانی این حزب صلاح‌الدین دمیرتاش در انتخابات ریاست جمهوری ۲۰۱۸ ترکیه حمایت کرد و خواهان آزادی زندانیان سیاسی در این کشور شد و تغییر در فضای سیاسی و اجتماعی ترکیه به نفع کارگران، زنان، دانشجویان، جوانان، هم‌جنس‌گراها، مردم کُرد، ارمنی، علوی و غیره را به نفع پیکارگران جامعۀ ایران دانست.[۱۸]
- در تیر ۱۳۹۷ پلاتفرم دموکراتیک جنبش‌ها و خلق‌های ایران با صدور بیانیه‌ای ضمن بیان برخی انتقادات، از پروژۀ مشترک اقدام دموکراتیک حزب حیات آزاد کردستان و جامعه دموکراتیک و آزاد شرق کردستان حمایت کرد و آن را راه حل مسائل عدیدۀ اجتماعی، سیاسی، اجتماعی و فرهنگی ایران عنوان کرد.[۱۹]
- در مرداد ۱۳۹۷ پلاتفرم دمکراتیک جنبش‌ها و خلق‌های ایران با انتظار بیانیه‌ای به‌مناسبت سی‌امین سالگرد اعدام دسته‌جمعی زندانیان عقیدتی سیاسی ایران در تابستان ۱۳۶۷ به یادآوری این رخداد و محکوم نمودن آن پرداخت و علاوه بر تأکید بر حق دادخواهی خواهان «آزادی همۀ زندانیان سیاسی و عقیدتی و لغو هرگونه شکنجه و اعدام» شد.[۲۰][۲۱][۲۲]
- در شهریور ۱۳۹۷ زمانی که چهار فعال محیط زیست به نام‌های شریف باجور، امید حسین‌زاده‌(کهنه‌پوشی) از اعضای انجمن سبز چیا و دو جنگل‌بان به‌نام‌های رحمت حکیمی‌نیا و محمد پژوهی در حال تلاش برای خاموش کردن آتش‌سوزی جنگل‌های مریوان جان خود را از دست دادند، پلاتفرم دموکراتیک جنبش‌ها و خلق‌های ایران با انتشار بیانیه‌ای ضمن اعلام همدردی با مردم مریوان از اعتراضات مردم کُرد به این رویداد حمایت کرد.[۲۳]
- در شهریور ۱۳۹۷ پلاتفرم دمکراتیک جنبش‌ها و خلق‌های ایران به همراه دیگر احزاب و سازمان‌های اپوزیسیون ایران در راه‌پیمایی دادخواهی برای زندانیان سیاسی اعدا‌م‌شده در دهۀ ۶۰ که به ابتکار کانون زندانیان سیاسی ایران (در تبعید) در سوئد برگزار شد مشارکت کرد.[۲۴]
- در شهریور ۱۳۹۷ و در آستانۀ‌ آغاز سال نوی تحصیلی پلاتفرم دموکراتیک جنبش‌ها و خلق‌های ایران با انتشار بیانیه‌ای بر حقوق کودکان و دانش‌آموزان مبنی بر برخورداری از آموزش رایگان و همگانی به زبان مادری تأکید کرد و خواهان آزادی معلمان زندانی شد.[۲۵][۲۶]
- در مهر ۱۳۹۷ پلاتفرم دمکراتیک جنبش‌ها و خلق‌های ایران پانلی را با موضوع بررسی تحولات جاری، مسائل و مشکلات سیاسی موجود در ایران و کردستان و ضرورت و اهمیت یک آلترناتیو دمکراتیک مشترک میان جنبش‌ها و خلق‌ها در شهر گوتنبرگ سوئد برگزار کرد.[۲۷]
- در تیر ۱۴۰۰ زمانی که نیروهای ارتش ترکیه به بهانۀ مقابله با حزب کارگران کردستان وارد اقلیم کردستان عراق شده و جنگی را در این منطقه به راه انداخته‌بودند و نیروهای امنیتی حکومت اقلیم کردستان در همکاری با ترکیه گروهی از فعالان انترناسیونالیست با گرایش‌های مختلف سیاسی را که در قالب «هیئت صلح و آزادی برای کُردستان» برای دفاع از مردم و اعتراض به جنگ به اربیل آمده‌بودند بازداشت و برخی از آن‌ها را نیز به کشورهای خود بازگرداند، پلاتفرم دمکراتیک ایران با صدور بیانیه‌ای ضمن محکوم کردن تهاجم نظامی ترکیه به کردستان عراق، برخورد امنیتی با فعالان مدنی و سیاسی را محکوم کرد.[۲۸]
- در نوروز ۱۴۰۱ پلاتفرم دموکراتیک خلق‌های ایران با انتشار بیانیه‌ای به مناسبت نوروز و سال نو، این جشن را برای انسان خاورمیانه‌ای نقطه عطفی در چالش بین اسارت و تلاش برای آزادی دانست و از آن با عنوان امری سیاسی یاد کرد که همۀ ما را فراتر از زبان، ملیت، مذهب و باورها به یکدیگر متصل می‌کند.[۲۹]
- در اردیبهشت ۱۴۰۱ پلتفرم دمکراتیک خلق‌های ایران در بیانیه‌ای با اعلام حمایت از اعتراضات بخش‌های مختلف جامعۀ ایران از آغاز «انقلاب خلق‌های ایران» علیه جمهوری اسلامی صحبت کرد و ان را پیروز دانست.[۳۰]
- در مهر ۱۴۰۱ پلاتفرم دمکراتیک خلق‌های ایران از اعتراضات سراسری مردم حمایت کرد و قیام زنان را مستحکم‌کنندۀ اتحاد میان خلق‌های ایران و آزادی زنان ایران را راه رهایی مطلق جامعه ایران دانست.[۳۱]
- در ۳۰ بهمن ۱۴۰۱ پلاتفرم دموکراتیک ایران با انتشار بیانیه‌ای حمایت خود را از منشور‌ مطالبات حداقلی تشکل‌های مستقل صنفی و‌ مدنی ایران اعلام کرد و آن را نشان‌دهندۀ نیازهای حداقلی برای تحول دموکراتیک جامعۀ ایران دانست.[۳۲]
- در ۱۷ خرداد ۱۴۰۲ پلاتفرم دموکراتیک ایران متنی را تحت عنوان بیانیۀ پایانی کنفرانس «انقلاب با رهبری زنان در ایران: در دوراهی سرکوب یا پیروزی؟» منتشر کرد که در آن ضمن ارائۀ گزارشی از برگزاری این کنفرانس از قصد خود برای مشارکت دادن به طیف بیشتری از فعالان و سازمان‌های سیاسی و اجتماعی ایران با هدف شکل دادن به گفتمانی فراگیرتر و دموکراتیک در آینده خبر داد.[۳۳]

## کنفرانس‌ها
- پلاتفرم دمکراتیک جنبش‌ها و خلق‌های ایران در ۲۸ آبان ۱۴۰۱ پانلی را با عنوان «تعامل و بررسی چالش‌ها در مورد چگونگی ایجاد تحولات دموکراتیک» با حضور عباس ولی، مریم فتحی، زهرا باقری شاد و سعید حمیدان برگزار کرد که طی آن دربارۀ آخرین تحولات و خیزش ۱۴۰۱ ایران تبادل نظر شد. این پانل در ۲۸ آذر ۱۴۰۱ از تلویزیون آرین پخش شد.[۳۴]

- پلاتفرم دمکراتیک ایران در ۱۶ خرداد ۱۴۰۲ کنفرانسی یک‌روزه را با عنوان «انقلاب با رهبری زنان در ایران: در دوراهی سرکوب یا پیروزی؟» با همکاری سه فراکسیون چپ‌ها، سوسیالیست‌ها-دموکرات‌ها و سبزها/ای.اف.آی در پارلمان اروپا و انستیتو کُرد بروکسل برگزار کرد که چندین رهبر و اعضای احزاب و شخصیت‌های مختلف اهل ایران و کردستان، نمایندگان و سیاستمداران اروپایی و فعالان جنبش‌های زنان و کارگران در آن حضور داشتند. در این کنفرانس سه پانل با عناوین «دلایل و منشا تاریخی بحران‌های ایران»، «دیدگاه و مسئولیت خلق‌ها در پروسۀ دموکراتیزه‌کردن ایران» و «نگاه به آینده: پیشنهادها و راه حل‌ها» برگزار شد که طی پانل اول با سخنرانی شیما سیلاوی، فریبا بلوچ، عباس ولی، میثم آل مهدی و بهروز بوچانی مسائل خلق‌های ایران، آپارتاید جنسی/جنسیتی و مسائل کارگران بررسی شد؛ پانل دوم با سخنرانی ابراهیم علیزاده[۳۵]، مصطفی هجری[۳۶] و سیامند معینی[۳۷] رهبران سه حزب کومله سازمان کردستان حزب کمونیست ایران، حزب دموکرات کردستان ایران و حزب حیات آزاد کردستان و همچنین اوین اینجیر نماینده پارلمان اروپا بر اهمیت همکاری و هماهنگی بین احزاب کردستان ایران متمرکز بود و در پانل سوم نیز سیلویا مودیگ، ناصر بلیده‌ای، سعید حمیدان و مریم فتحی به ارائۀ دیدگاه‌ها و راهکارهای خود و سازمان‌هایشان در رابطه با مسائل مرتبط با اوضاع سیاسی و جنبش اعتراضی جاری ایران پرداختند.[۱]

- پلاتفرم دمکراتیک ایران به مناسبت سالگرد قتل حکومتی ژینا امینی و یک‌سالگی جنبش زن، زندگی، آزادی نشستی را تحت نام و شعار «بر بنیان فلسفۀ زن، زندگی، آزادی متحد شویم، تشکل یابیم، مبارزه را گسترش دهیم و انقلاب را به سرانجام برسانیم» طی روزهای ۸ و ۹ مهر ۱۴۰۲ در شهر کلن آلمان برگزار کرد که طی آن گروهی از نیروها و احزاب اپوزیسیون در تبعید ایران گرد هم آمده و دربارۀ گذشته، حال و آیندۀ این جنبش به بحث و تبادل نظر پرداختند.[۲]